# 徐致一
徐致一（1892年—1968年），男，浙江嘉兴人，中国太极拳家，曾任上海精武体育会理事长，中国武术协会委员。